# چوهوئیف
شهر چوهوئیف (به روسی: Чугуїв) در استان خارکف در کشور اوکراین واقع شده‌است. جمعیت این شهر ۳۶٬۷۸۹ نفر  است.

## نگارخانه

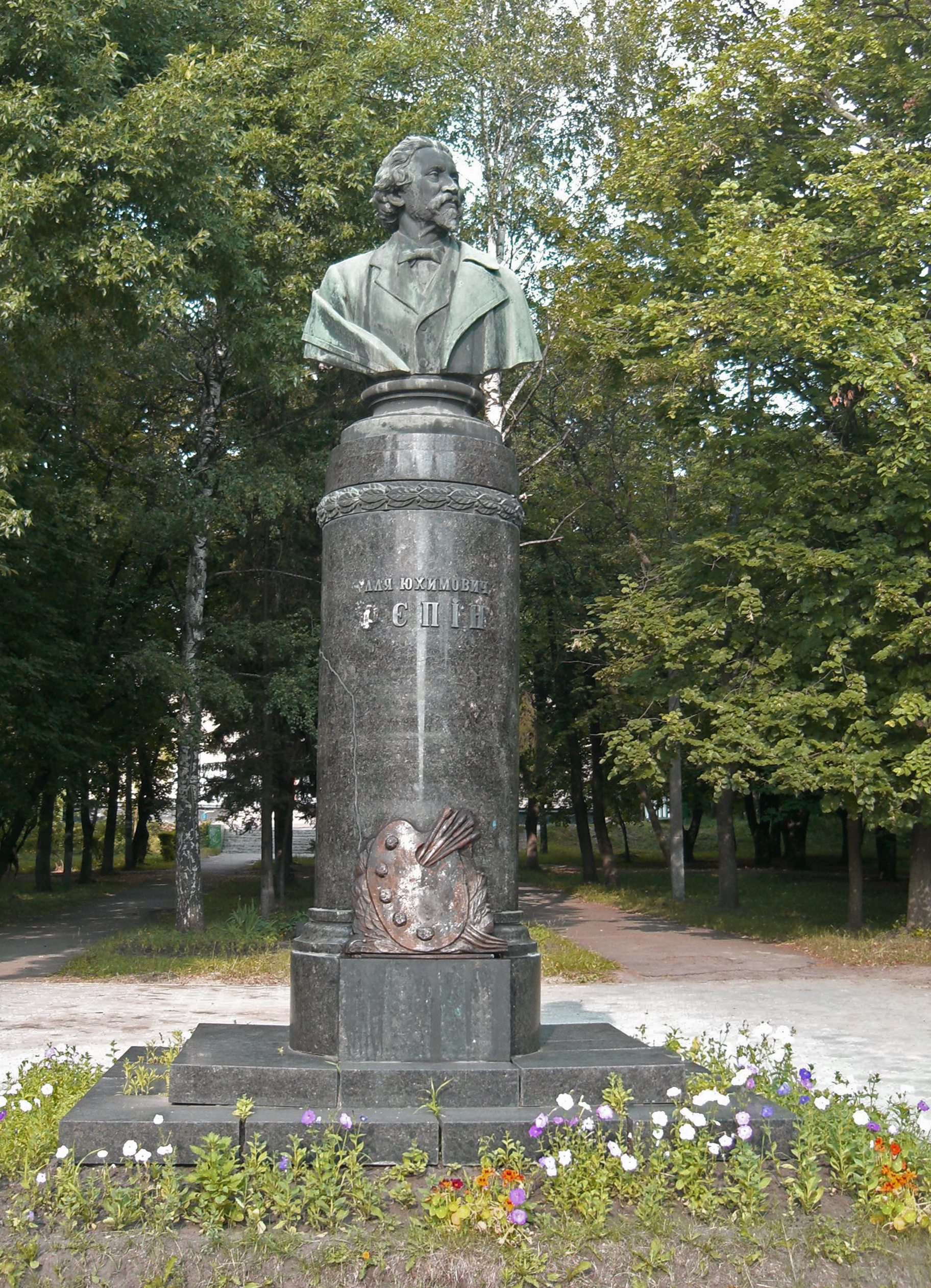
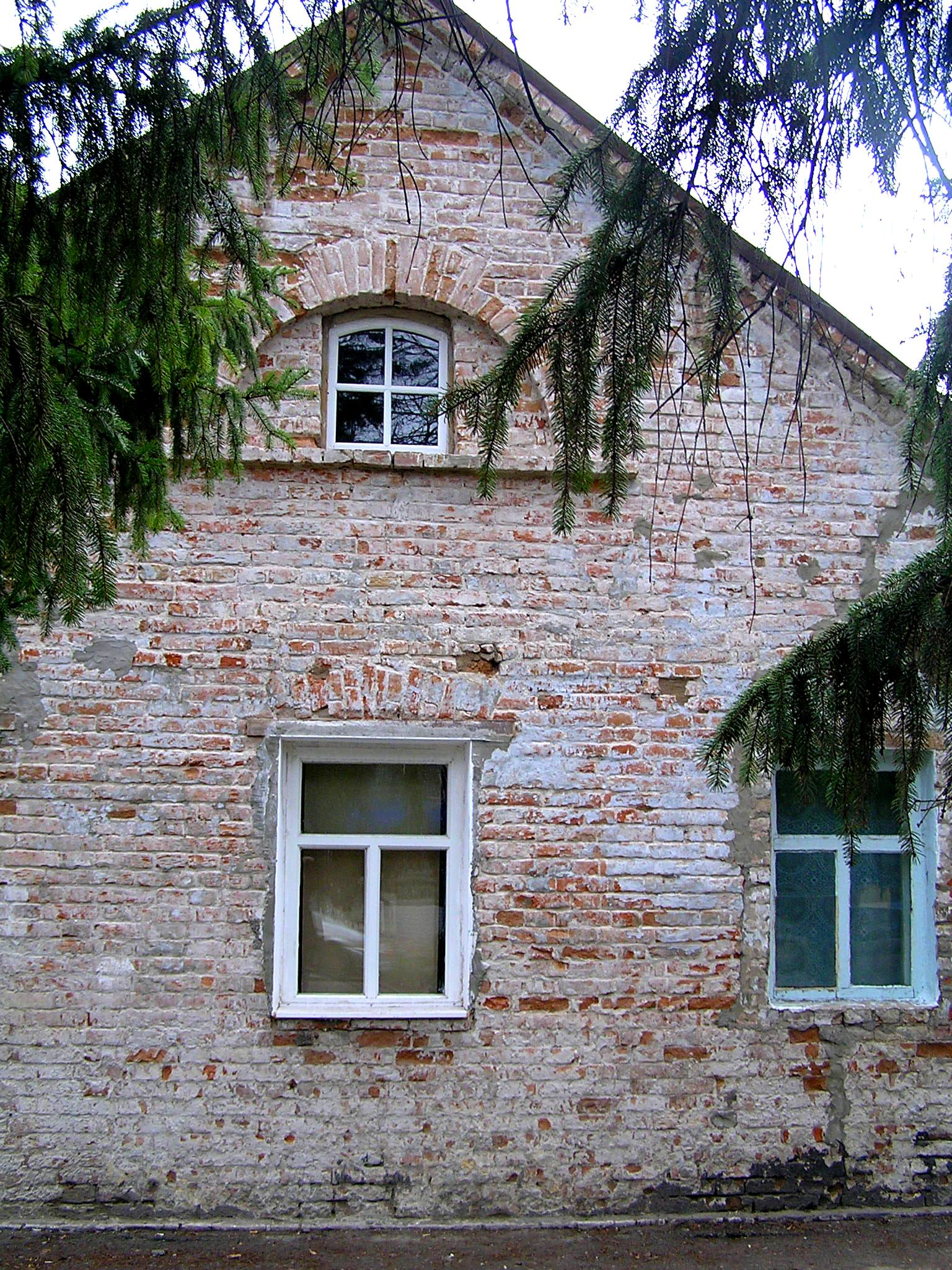
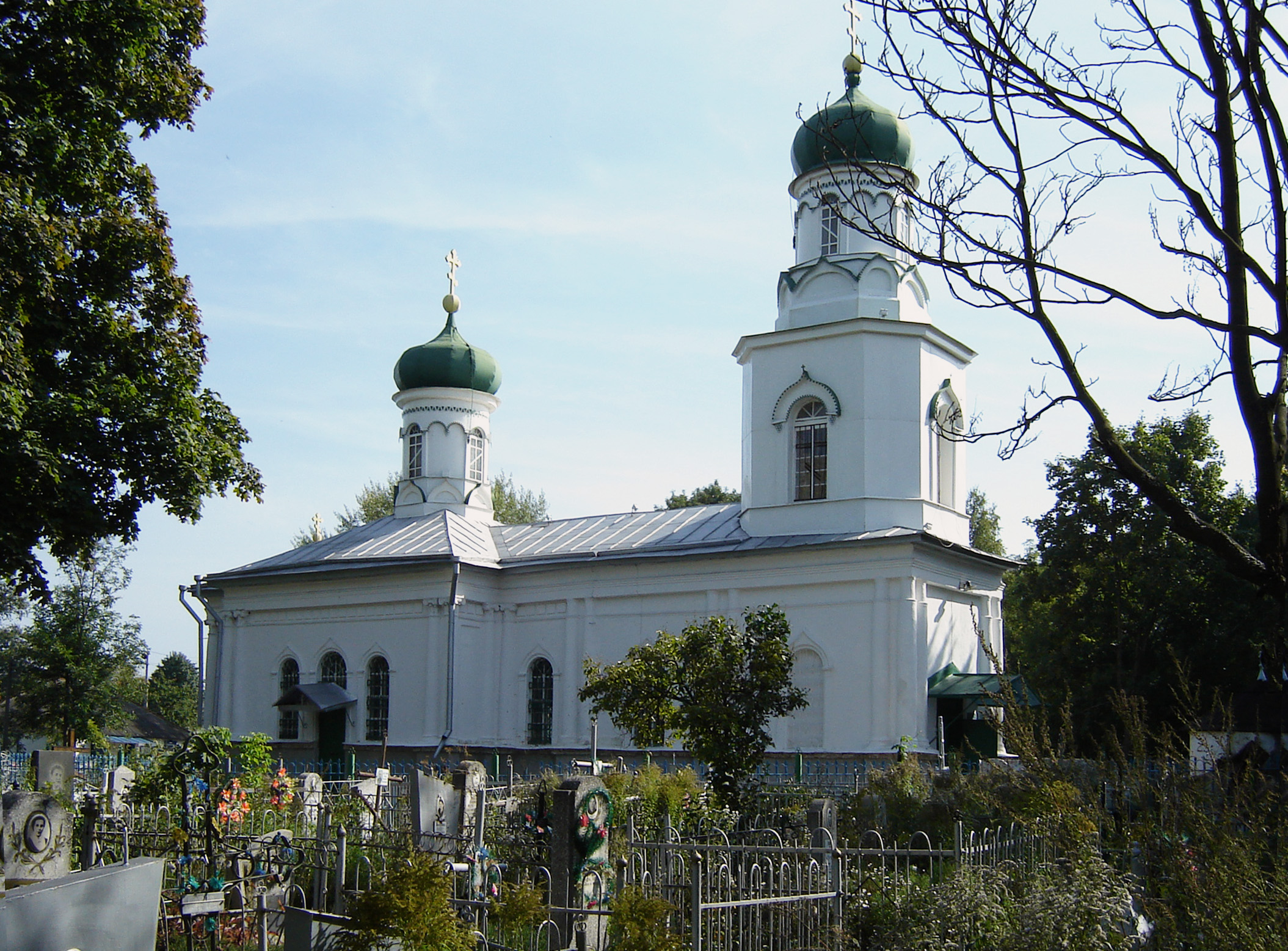
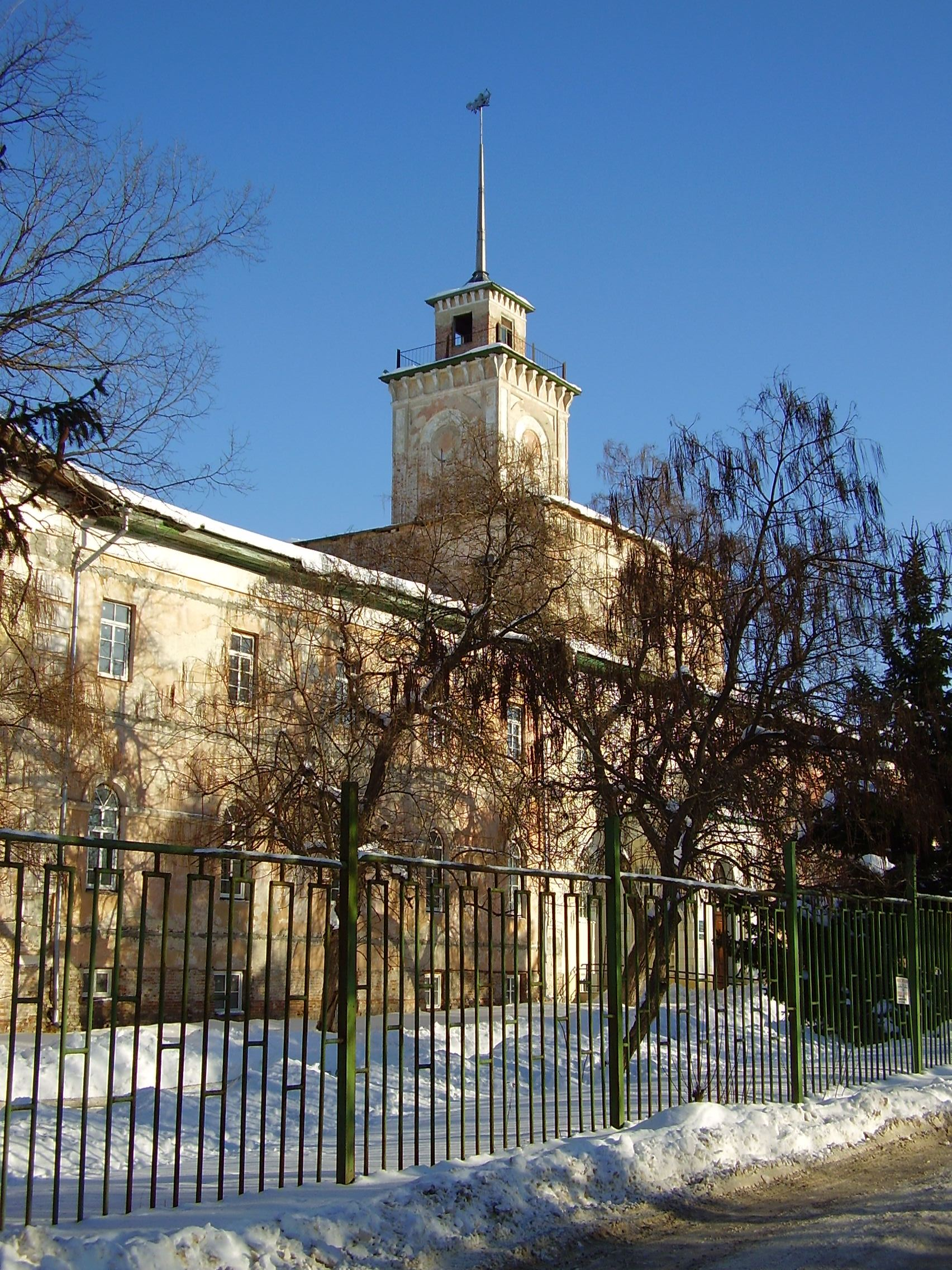
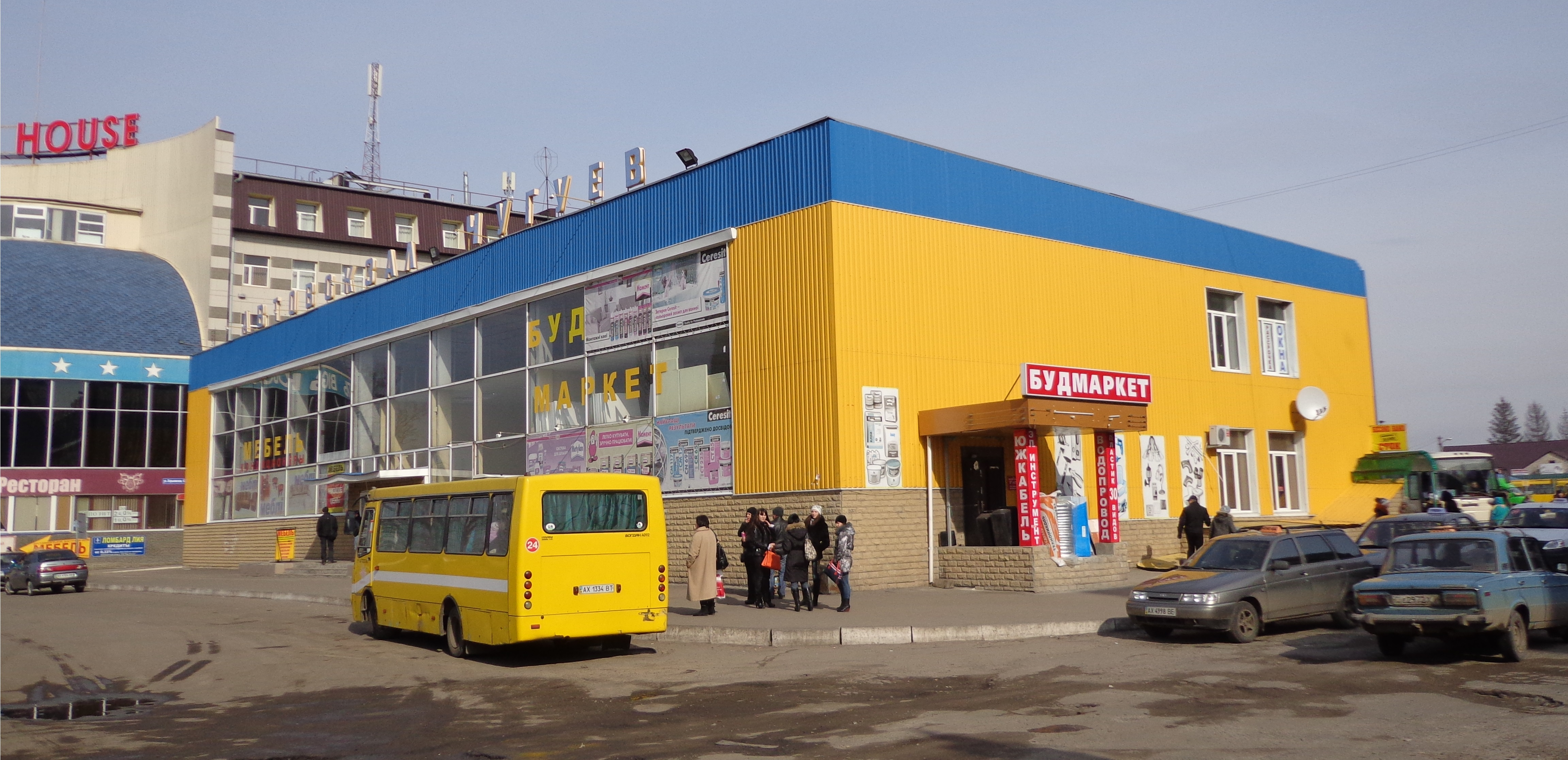